# Rhinoptera steindachneri
Rhinoptera steindachneri är en rockeart som beskrevs av Barton Warren Evermann och Oliver Peebles Jenkins 1891. Rhinoptera steindachneri ingår i släktet Rhinoptera och familjen örnrockor. IUCN kategoriserar arten globalt som nära hotad. Inga underarter finns listade i Catalogue of Life.